# کنترل کیفیت در مهندسی بافت
پیشرفت سریع چندرشته ای مهندسی بافت منجر به ایجاد تنوعی از محصولات دارویی جدید و مبتکرانه شده‌است که غالباً یاخته‌های زنده را حمل می‌کنند و انتظار می‌رود بافت آسیب دیده انسانی را ترمیم، بازسازی یا جایگزین کنند. محصولات دارویی مهندسی بافت (TEMPs) از جهت نوع و منشأ یاخته‌ها و پیچیدگی محصول تنوع نشان می‌دهند. همانند همهٔ محصولات دارویی، بی خطری و اثرگذاری TEMPها باید در طی فرایند تولید پایدار بماند. کنترل کیفیت و اطمینان پذیری اهمیت بسزایی دارد و محصولات دائماً در طی روند تولید از جهت بی خطر بودن، اثرگذاری، پایداری و قابلیت تولید مجدد بین دسته‌ها ارزیابی می‌شوند. آژانس اروپایی داروها (EMA) مسئولیت توسعه، ارزیابی و نظارت بر داروها را در اتحادیه اروپا بر عهده دارد. کمیته‌های منصوب شده در فرایندهای داوریی شرکت می‌کنند که مربوط به بی خطر بودن یا تعادل بین منفعت و ریسک یک محصول دارویی هستند. علاوه بر این، کمیته‌ها بازرسی‌هایی را سامان می‌دهند که به شرایط حاکم بر تولید محصول اهمیت می‌دهد؛ برای مثال، انطباق با اصول ساخت خوب (GMP)، تجربه بالینی خوب (GCP)، عملیات خوب آزمایشگاهی (GLP) و مراقبت‌های دارویی (PhV).

## ارزیابی ریسک

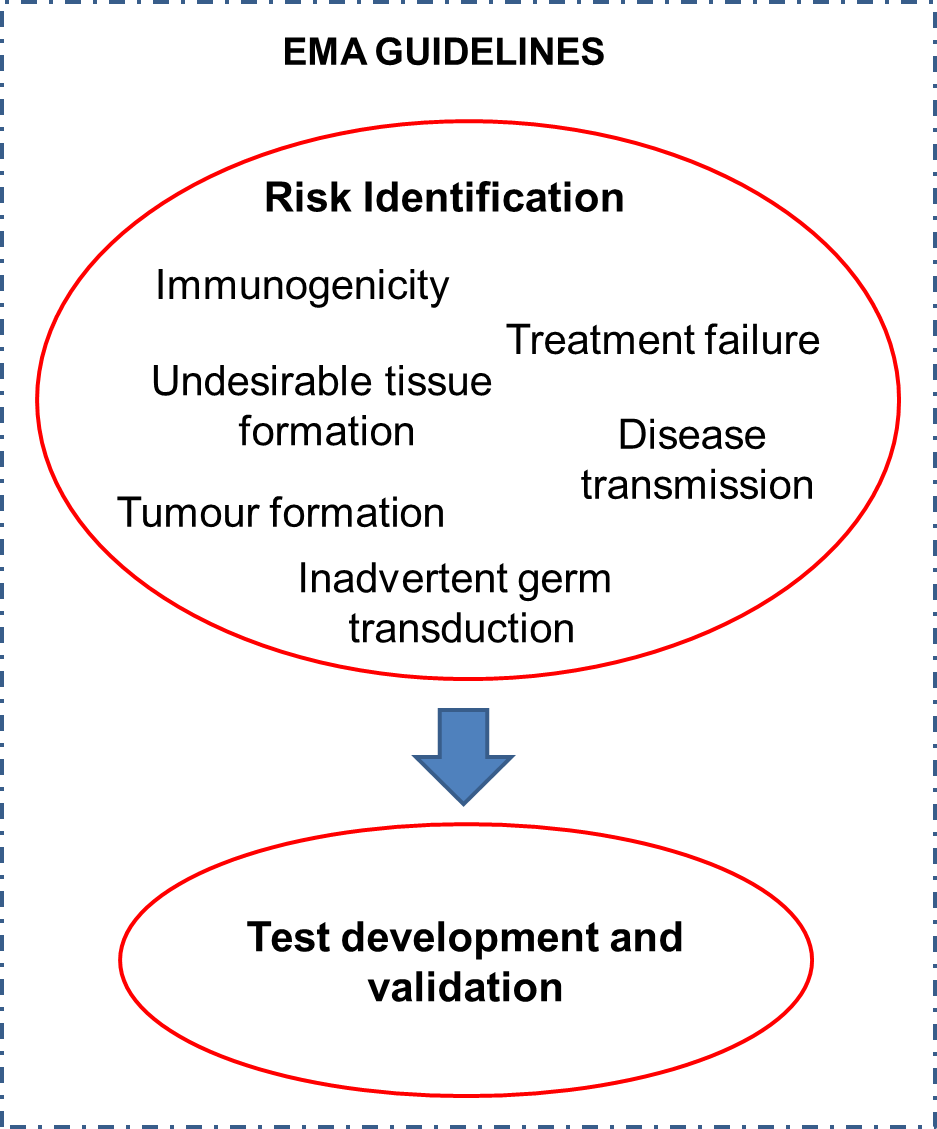
فرایند ارزیابی ریسک

هنگامی که کنترل کیفیت TEMPها مطرح است، اجرای یک ارزیابی ریسک مورد نیاز است. یک ریسک به عنوان «اثر نامساعد بالقوه ای که می‌تواند منسوب به استفاده بالینی از محصولات دارویی درمان پیشرفته (ATMPs) باشد و برای بیمار ویا سایر اقشار (مانند کادر درمان یا فرزندان) نگران کننده است» تعریف می‌شود. برخی ریسک‌ها عبارتند از ایمنی زایی، انتقال بیماری، تشکیل تومور، نقص درمان، تشکیل بافت نامطلوب و انتقال غیرمعمول جنسی. یک ریسک فاکتور به عنوان یک " ویژگی کمی یا کیفی یاری دهنده یک ریسک خاص متعاقب استفاده ویا کار کردن با یک ATMP" تعریف می‌شود. گردآوری همه اطلاعات موجود در مورد ریسک‌ها و ریسک فاکتورها، نمایه‌سازی ریسک نامیده می‌شود. بنابراین واقعیت که هر TEMP متمایز است، ریسک‌های مرتبط با هر یک از آن‌ها گوناگون خواهد بود و در پی آن فرایندهایی که باید برای تأیید کیفیت آن‌ها اجرا شوند نیز منحصر به فرد اند. هنگامی که ریسک‌های مرتبط با TEMP مشخص شدند، با توجه به آن باید آزمایش‌های مناسب، ایجاد و تأیید شوند؛ بنابراین، مجموعه ای از آزمایش‌های استاندارد برای کنترل کیفیت TEMPها وجود ندارد. آژانس اروپایی داروها مجموعه ای از رهنمودهای تنظیم کننده را در ارتباط موضوعاتی که باید شرکت‌های دخیل در توسعه و بازاریابی داروها در اتحادیه اروپا مد نظر داشته باشند را منتشر کرده‌است. این رهنمودها برای صادر شدن مجوز بازاریابی یک محصول باید دنبال شوند. مثال‌های فرضی از آنالیز ریسک برای شفاف سازی بیشتر فرایندها در رهنمودهای EMA ارائه شده‌اند.

## ملاحظات کیفی
مستندات دقیق و مفصل دربارهٔ ویژگی‌های مواد اولیه (مانند پیشینه رده سلولی مشتق شده و نگهداری سلول‌ها) و مراحل فرایند تولید (مانند تهیه سلول‌ها و دست ورزی آن‌ها) باید نگهداری شوند. بخش سلولی هر محصول دارویی بر پایه سلول، باید برحسب هویت، خلوص، توان، زنده‌مانی و مناسب بودن برای کابرد مورد نظر مشخص شده باشد. همچنین بخش‌های شرکت کننده غیر سلولی باید برحسب نقش مورد نظر در محصول نهایی مشخص شده باشند. برای مثال، داربست‌ها یا غشاهایی که برای حمایت از سلول‌ها استفاده می‌شوند باید برحسب تخلخل، چگالی، ساختار میکروسکوپی و اندازه دقیق، مشخص و شناسایی شوند. همین مقررات برای توصیف مولکول‌های زیست فعال مانند فاکتورهای رشد و سایتوکاین‌ها بکار می‌روند.

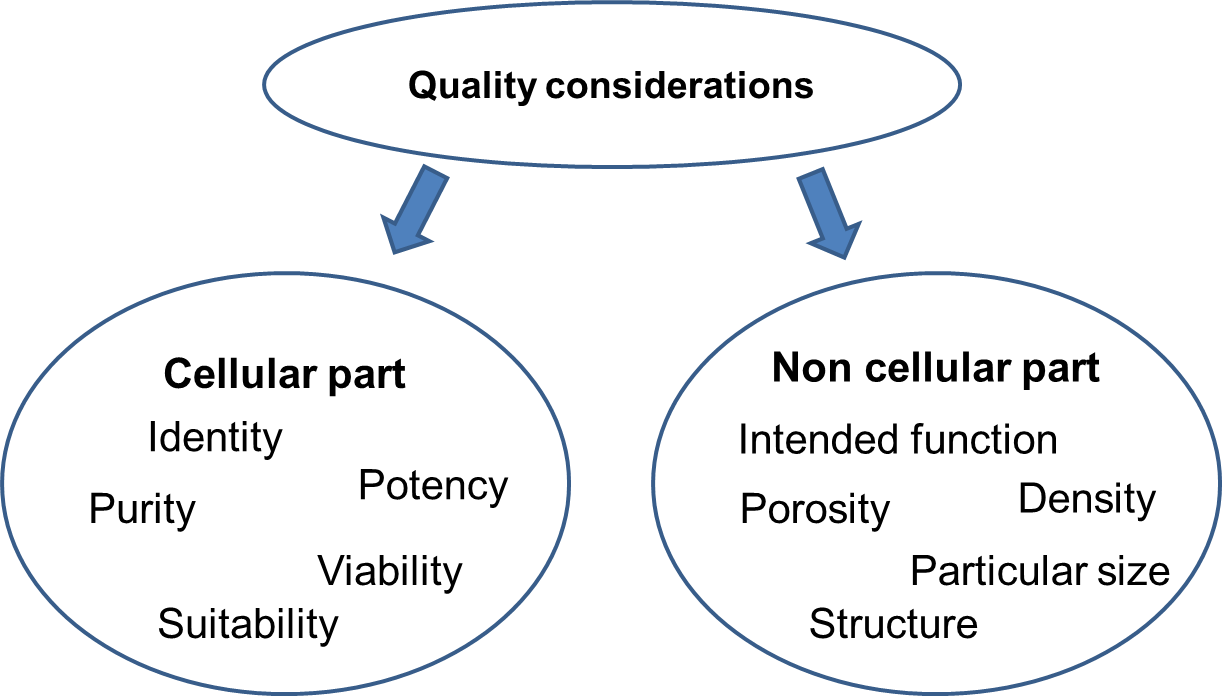
ملاحظات کیفی برای محصولات دارویی و مثال‌هایی از ویژگی‌هایی که ممکن است لازم باشد مستندسازی و نگهداری شوند.

## مشخصات انتشار
کنترل کیفی مناسب شامل آزمایش انتشار محصول نهایی بواسطه روش‌های به روز و تأیید شده‌است. مشخصات انتشار محصول باید بر اساس مقادیر تعریف شده در طی مطالعات توصیفی انتخاب شوند و ازمایش‌های انتشار مناسب باید اجرا گردند. در صورتی که آزمایش انتشار بر محصول نهایی قابل اجرا نباشد و تنها در مراحل قبلی تولید امکان انجام آن‌ها وجود داشته باشد، می‌توان پس از توجیه مناسب استثنا قائل شد. اگرچه در این موارد باید کنترل کیفی کافی از فرایند تولید بدست آمده باشد. همچنین مشخصات پایداری محصول، حضور یا عدم حضور سلول‌های دست ورزی شدهٔ ژنتیکی، محتویات ساختاری و ترکیبی بودن محصول نیز باید تعریف شوند.